# Сото (страва)
Сото, срото, тауто — традиційний суп індонезійської кухні, що складається з бульйону, м'яса та овочів та спецій. Друге слово в назві, додане до першого (сото), деталізує страву за головним складником або за регіон походження.

## Історія
Стосовно походження існує дискусії. Відомий французький дослідник Дені Ломбард у своїй книзі «Яванське перехрнестя» припустив, що походження сото — китайський суп чау-до (草 肚; tsháu-tōo), популярний серед китайських іммігрантів в XVII ст. Інші дослідники припускають, що це скоріше поєднання традицій китайської, індійської та індонезійської кухонь. Застосування рисової вермішелі та смаженого часнику вказує на китайський вплив, а використання куркуми — на індійський.
Ймовірно сформувався на Яві, а згодом поширився на сусідні острови. На користь цього свідчить велика кількість способів приготування цієї страви саме на Яві. Сото популярна в усіх регіонах Індонезії, хоча носить там різну назву.

## Приготування
Складники:
- м'ясо (зазвичай курятина або яловичина, рідше — субпродукти, баранини, буйволятина, свинина)
- рисова вермішель або локшина
- овочі (пекинська капуста, картопля, солодкий перець, бобові, помідори, баклажани, кабачки).
- кокосове молоко
- спеції (цибуля-шалот, часник, куркума, калган, імбир, коріандр, сіль, перець, лумбанг, кафрський лайм, індонезійське лаврове листя).

М'ясо вариться у вликій каструлі (у воді або кокосовому молоці — за відповідним рецептом), часто з додаванням кафрського лайму або цимбопогону. При готовності м'ясо витягається, дається час охолонути. Потім відокремлюють м'ясо від кісток і розбирається майже на волокна.
Змішуються прянощі, до яких зазвичай додають цибулю, часник, перець, які перетирають у однорідну масу, яку смажують на пательні до 5 хвилин. після цього додається до бульйона шматочки м'яса, обсмажена маса, окрмеа вариться вермішень або локшина. У випадку відповідного рецепту додається кокосове молоко. Готова страва вживається за вибором з тушкованими перепелиними або курячими яйцями, сате, перкеделями, самбалом, соєвим соусом, лаймом, паростками променистої вігни, смаженим шалотом, пряним тертим смаженим кокосом, крупуком.

## Види за регіоном
- Сото-амбон (з о. Амбон, Молуккські острови) — курячий бульйон з додаванням куркуми, імбиру, калгану, часнику, цимбопогону. Подається з рисом, начинка — бланшовані паростки квасолі, нашаткована курка, вермішель, подрібнене листя селери, смажена цибуля-шалот, смажена картопляна паличка, кекап (солодкий соєвий соус), гострий соус та картопляні крокети.
- Сото-бандунг (з міста Бандунг) — бульйон з яловичини з шматочками дайкону.
- Сото-банджар (з міста Банджармасін) — приправлена бад'яном, гвоздикою, кассією, цимбопогоном та кислим гарячим самбалом, подається з картопляними пирогами
- Сото-банямас (з району Банямас, Центральна Ява) — з арахісовим самбалом (соусом), їдять з кетупатом
- Сото-бетаві (з міста Джакарта) — бульйон з яловичини або яловичих субпродуктів, приготованих у білуватому коров'ячому молоці або кокосовому молочному бульйоні, зі смаженою картоплею і помідором
- Сото-кедірі (район Кедірі, Східна Ява) — курячий бульйон з кокосовим молоком.
- Сото-кудус (район Кудус, Центральна Ява) — бульйон з м'яса водних буйволів.
- Сото-ламонган (район Ламонгаан, Східна Ява), схожа на Мадура-сото.
- Сото-мадура (з о.Мадура) — бульйон виготовляється з куркою, яловичиною або субпродуктами
- Сото-макассар або кото (місто Макассар, Сулавесі) — з яловичини та субпродуктів, зварене у воді, що використовується для промивання рису, зі смаженим арахісом
- Сото-медан (з міста Медан, Суматра) — курчий, яловичений, свинячий бульйон з додаванням кокосового молока, з картопляними перкеделями. М'ясні шматки обсмажуються перед подачею.
- Сото-паданг (з міста Паданг, Суматра)) — з яловичого бульйону зі шматочками смаженої яловичини, рисовою вермішелю та перкедель-кентанг (смаженим картопляним пюре).
- Сото-пекалонган або тауто (з міста Пекалонган, Центральна Ява) — з додаванням тауко (ферментована місоподібної паста з квасолі).
- Сото-семаранг (з м.Семаранг, Центральна Ява) — курячий бульйон, з додаванням лумбангу, рисом, перкеделем, темпе, вживають з сате-керангом (сате з молюсками) або перепелиними яйцями. Сото Семаранг також відомий як Сото Бангконг, названий на честь Бангконгського перехрестя в Семарангу. [15]
- Сото-тегал або сауто (з м. Тегал, Центральна Ява) — курячий, яловичий бульйон, можливо з яловичими субпродуктами, з обов'язковим додаванням тауко.

## Види за головним складником
- Сото аям (широко поширений в Індонезії, а також в Сінгапурі, Малайзії) — бульйон на основі курки з лонтонгом, насі-емпітом, кетупатом.
- Сото цекер (Ява, Балі) — бульйон з курячої стопи, з шалотом, часником, цимбопогонои та куркумою, овочами, гарнірують за смаком самбалом, лаймом та соєю.
- Сото бабат (широко поширений Індонезією) — бульйон з яловичих або козячих рубців, з додаванням кокосового молока, рисової вермішелі, картоплі та овочів.
- Сото какі (переважно в Джакарті) — з бульйону на основі яловичих ніг, сухожилля та хрящів, з вермішеллю, картоплею, овочами та крупуком.
- Сото тангкар (Джакарта) — бульйон з подрібнених козячих або яловичих ребер і яловичої грудини, в кокосовому молоці, з куркумою, часником, шалотом, чилі, перцем, лумбангом, кмином, калганом, коріандром, корицею.
- Сото мі (поширено в Індонезії, Сінгапурі та Малайзії) — з яловичого або курячого бульйону з локшиною.
- Сото бабі (о. Балі) — зі свичнячого бульйонуз додаванням спецій та овочів.